# 托马斯·韦伯斯特
托马斯·坎贝尔·韦伯斯特（英語：Thomas Campbell Webster，1910年12月25日—1981年1月31日），生于洛杉矶，美国男子帆船运动员。他曾代表美国参加1932年夏季奥林匹克运动会帆船比赛，获得8米级金牌。